# باد زودن

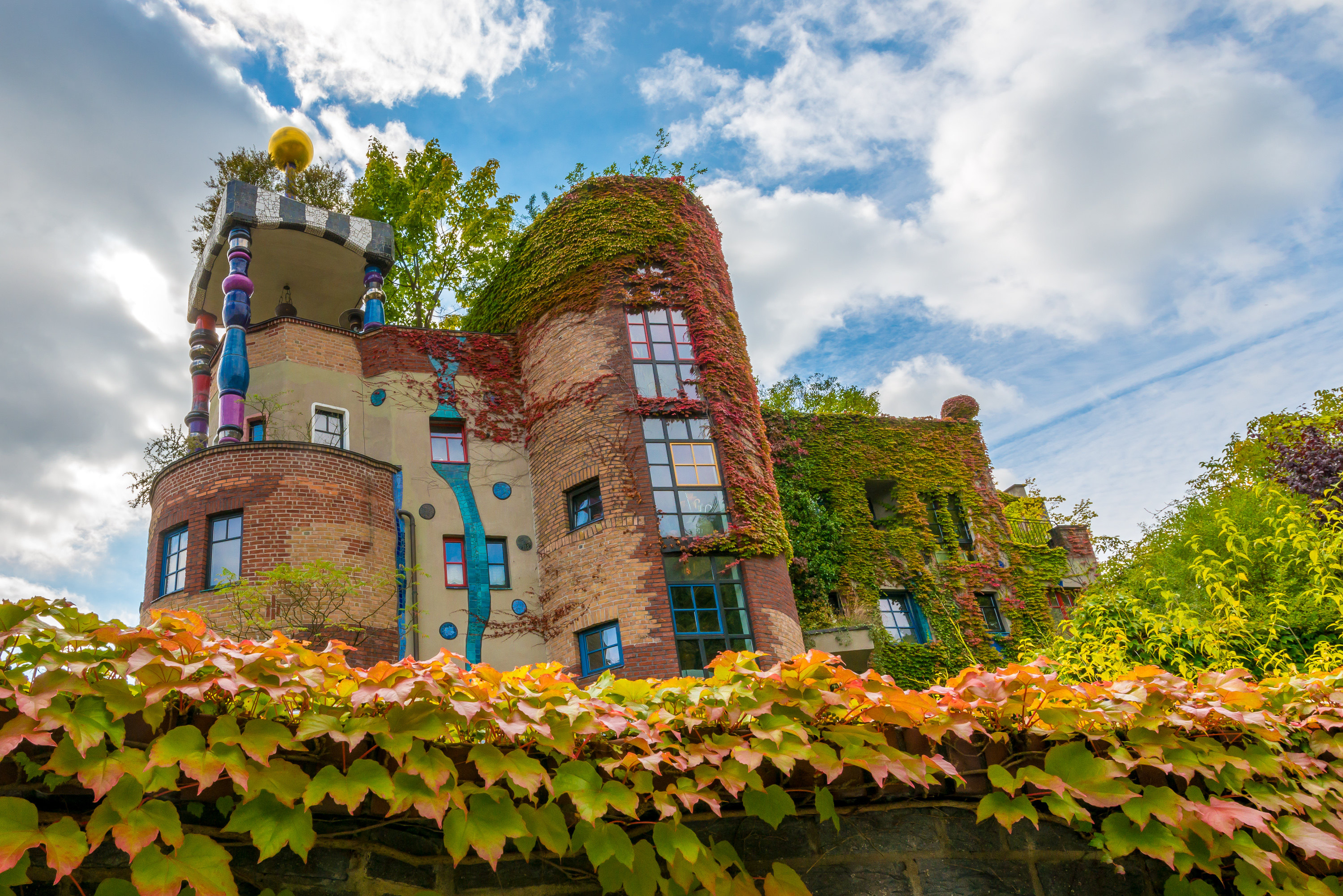

شهر باد زودن آن در تاونوس در ایالت هسن در کشور آلمان واقع شده است.